# ساتوشی تاناکا
ساتوشی تاناکا (ژاپنی: 田中 聡؛ زادهٔ ۱۳ اوت ۲۰۰۲) یک بازیکن فوتبال اهل ژاپن است.
از باشگاه‌هایی که در آن بازی کرده‌است می‌توان به باشگاه فوتبال جوبیلو ایواتا اشاره کرد.